# 船佐車站
34°48′28.85″N 132°45′58.46″E / 34.8080139°N 132.7662389°E
船佐車站（日语：／ Funasa eki */?）曾是屬於西日本旅客鐵道（JR西日本）三江線的鐵路車站，位於廣島縣安藝高田市高宮町船木下場。三江線活化協議會將此站暱稱命名為「惡狐傳」（悪狐伝），取自島根縣西部與廣島縣西北部流傳的傳統神樂——石見神樂。

## 歷史
- 1955年（昭和30年）3月31日 - 隨著三江南線三次車站至式敷車站間路段通車而開始營運。
- 1975年（昭和50年）8月31日 - 三江線全線通車，成為三江線的車站。
- 1987年（昭和62年）4月1日 - 隨著國鐵分割民營化，成為西日本旅客鐵道所管轄的車站。
- 2018年4月1日 - 因三江線全線停駛廢線，隨之停止營運而廢站。

## 車站構造
此站為地上站，往三次車站方向的左側設有一股軌道與側式月台一座。特別的是，車站站房並沒有緊鄰月台，而是在站前廣場的一邊，且沒有設置自動售票機等設備。
備北交通的公車班次有在此站停靠。

## 使用狀況
每日平均乘客人數如下：
- 2002年（平成14年） - 12人
- 2005年（平成17年） - 0人[2]
- 2006年（平成18年） - 8人[2]
- 2007年（平成19年） - 2人[2]
- 2014年（平成26年） - 4人[3]
- 2015年（平成27年） - 2人[4]

## 相鄰車站
西日本旅客鐵道
 三江線
所木－船佐－長谷

## 外部連結
- （日語）船佐駅（JR西日本） （页面存档备份，存于）
- （日語）ぶらり三江線WEB：船佐 - 三江線改良利用促進期成同盟会・三江線活性化協議会。